# Roberto Lagalla
Roberto Lagalla (Bari, 16 de abril de 1955) es un político y académico italiano, alcalde de Palermo desde 2022.

## Biografía
Nacido en Bari, con solo dos años su familia se trasladó a Palermo, donde creció y en 1979 se graduó en Medicina y Cirugía por la Universidad de Estudios de Palermo, especializándose en radiodiagnóstico y radioterapia oncológica. Desde 1983 es profesor de Diagnóstico por imágenes y radioterapia de la Universidad de Palermo. Ocupó el cargo de rector de la misma universidad de 2008 a 2015.
Entre 2006 y 2008, fue nombrado consejero regional de Sanidad en el nuevo gobierno presidido por Salvatore Cuffaro ; tras la dimisión de Cuffaro en 2008, abandonó el cargo.
En 2017 fundó el movimiento político "Idea Sicilia", con el que se presentó a las Elecciones regionales de Sicilia de 2017, en la moción de Nello Musumeci, siendo elegido por el distrito de Palermo como diputado a la Asamblea Regional Siciliana. Desde 2017 hasta 2022, ocupó el cargo de consejero de educación y formación profesional. En marzo de 2022 renunció al cargo para presentarse a las elecciones municipales de Palermo.

### Alcalde de Palermo
De cara a las elecciones locales de 2022, en marzo Lagalla anunció oficialmente su candidatura a la alcaldía de Palermo, que fue apoyada, tras largas discusiones, por toda la Coalición de centroderecha. Posteriormente es elegido en primera vuelta con el 47,63%.

## Controversias
Durante la campaña electoral para las elecciones locales de Palermo de 2022, algunos diarios hacen público que la esposa de Lagalla, Maria Paola Ferro, es sobrina de Antonio Ferro, destacado jefe de la mafia de Agrigento, considerado el patriarca de un clan Canicattì vinculado a los Corleonesi .
Además, su candidatura fue apoyada por Salvatore Cuffaro, condenado por delitos contra las personas y sospechoso de pertenecer a la Cosa Nostra; también se le vincula con Marcello Dell'Utri, condenado a 7 años de prisión por complicidad en asociación mafiosa.